# Hall of Fame Tennis Championships 2014
Hall of Fame Tennis Championships 2014 byl tenisový turnaj pořádaný jako součást mužského okruhu ATP World Tour, který se hrál na otevřených travnatých dvorcích Casina Newport, kde sídlí Mezinárodní tenisová síň slávy. Konal se mezi 7. až 13. červencem 2014 v americkém Newportu jako 39. ročník turnaje.
Turnaj s rozpočtem 539 730 dolarů patřil do kategorie ATP World Tour 250. Nejvýše nasazeným hráčem ve dvouhře byla světová jedenáctka John Isner ze Spojených států. Poté, co si v předchozím ročníku francouzský tenista Nicolas Mahut připsal „double“, vítězství ve dvouhře i čtyřhře, stejný výkon se v roce 2014 podařil třetímu nasazenému Australanovi Lleytonu Hewittovi.

## Mužská dvouhra

### Nasazení
| Stát                            | Hráč             | ATP | Nasazení |
| ------------------------------- | ---------------- | --- | -------- |
| Spojené státy                   | John Isner       | 11. | 1.       |
| Chorvatsko                      | Ivo Karlović     | 32. | 2.       |
| Austrálie                       | Lleyton Hewitt   | 48  | 3        |
| Francie                         | Nicolas Mahut    | 54. | 4.       |
| Spojené státy                   | Donald Young     | 69. | 5.       |
| Spojené státy                   | Steve Johnson    | 70. | 6.       |
| Spojené státy                   | Jack Sock        | 77. | 7.       |
| Francie                         | Adrian Mannarino | 81. | 8.       |
| Žebříček ATP k 23. červnu 2014. |                  |     |          |

### Jiné formy účasti
Následující hráči obdrželi divokou kartu do hlavní soutěže:
- Robby Ginepri
- Mitchell Krueger
- Clay Thompson

Následující hráči postoupili z kvalifikace:
- Austin Krajicek
- Wayne Odesnik
- Ante Pavić
- Luke Saville

### Odhlášení
před zahájením turnaje
- Marcos Baghdatis
- Ivan Dodig
- Víctor Estrella Burgos
- Bradley Klahn
- Sam Querrey

### Skrečování
- Tacuma Itó

## Mužská čtyřhra

### Nasazení
| Stát                                                                       | Hráč              | Stát               | Hráč           | ATP  | Nasazení |
| -------------------------------------------------------------------------- | ----------------- | ------------------ | -------------- | ---- | -------- |
| Mexiko                                                                     | Santiago González | Spojené státy      | Scott Lipsky   | 79.  | 1.       |
| Kanada                                                                     | Daniel Nestor     | Kanada             | Adil Shamasdin | 113. | 2.       |
| Austrálie                                                                  | Matthew Ebden     | Austrálie          | Samuel Groth   | 120. | 3.       |
| Spojené království                                                         | Ken Skupski       | Spojené království | Neal Skupski   | 133. | 4.       |
| Žebříček ATP k 23. červnu 2014; číslo je součtem umístění obou členů páru. |                   |                    |                |      |          |

## Přehled finále

### Mužská dvouhra
- Lleyton Hewitt vs.  Ivo Karlović, 6–3, 6–7(4–7), 7–6(7–3)

### Mužská čtyřhra
- Chris Guccione /  Lleyton Hewitt vs.  Jonatan Erlich /  Rajeev Ram, 7–5, 6–4